# انتخابات الرئاسة القرغيزستانية 2009
انتخابات الرئاسة القيرغيزستانية 2009 هي الانتخابات الرئاسية التي جرت في 23 يوليو 2009، لانتخاب رئيس قرغيزستان، فاز بالانتخابات قربان بيك باقايف.